# L'amico (personaggio)
L'amico è un personaggio immaginario presente ne I promessi sposi, romanzo di Alessandro Manzoni.

## Biografia del personaggio
L'amico è presente nei capitoli XXXIII e XXXVII del romanzo, nel contesto in cui Renzo Tramaglino torna nel suo paese natio per cercare Lucia. Qui si imbatte in un amico di lunga data. Non viene mai esplicitato il suo nome.
L'incontro fra i due avviene alla fine del capitolo XXXIII. Si comprende che si conoscono da tempo. L'uomo, dopo aver riconosciuto il protagonista, lo fa accomodare nella sua dimora e gli prepara da mangiare. I due parlano e si raccontano le loro peripezie. 
Manzoni fa trasparire in questo personaggio un carattere altruista, sincero e cordiale, tanto che descrive il loro incontro con il seguente commento:
(A.Manzoni, I Promessi Sposi, cap. XXXIII)
L'amico è un ruolo chiave per la vicenda. Infatti egli riferisce a Renzo dove si è nascosta Lucia Mondella. Grazie a lui, il giovane può dirigersi a Milano da Donna Prassede. 
Il promesso sposo viene nuovamente ospitato dal suo conoscente nel capitolo XXXVII.